# Evelyn Kreinecker
 (février 2022).
Si vous disposez d'ouvrages ou d'articles de référence ou si vous connaissez des sites web de qualité traitant du thème abordé ici, merci de compléter l'article en donnant les références utiles à sa vérifiabilité et en les liant à la section « Notes et références ».
Evelyn Kreinecker (née le 4 juin 1971 à Grieskirchen) est une peintre autrichienne.

## Biographie
Evelyn Kreinecker reçoit une formation d'Anton Petz, Martin Staufner et Bogdan Pascu. Les films d'animation font également partie de son travail. Avec la technique de l'animation en volume, elle utilise du fusain sur toile pour dessiner des scènes qui changent, se chevauchent et s'éteignent à nouveau.
Kreinecker est d'abord enseignante, est mariée et a quatre enfants. Elle est membre de la Vereinigung Kunstschaffender Oberösterreichs – bvoö et de la Galerie Forum Wels. Evelyn Kreinecker vit et travaille comme artiste indépendante à Prambachkirchen.

## Filmographie
- 2015 : Flucht, film d'animation, 2:38 minutes
- 2017 : Wegstücke, film d'animation, 5 minutes